# Laurinda Cardoso
Laurinda Jacinto Prazeres Monteiro Cardoso (17 de junio de 1975) es una abogada y jurista angoleña que ocupa el cargo de Presidenta del Tribunal Constitucional desde 2021.

## Temprana edad y educación
Cardoso tiene una licenciatura en derecho económico y un posgrado en derecho comercial de la Universidad Agostinho Neto en cooperación con la Universidad de Coimbra. Tiene un posgrado en administración de empresas de la Escuela Católica de Negocios y Economía de Lisboa.

## Carrera
De 2008 a 2011, Cardoso trabajó con el Banco Mundial haciendo estadísticas comerciales y de empleo. De 2010 a 2017 fue directora de la Oficina Jurídica del Ministerio de Administración Territorial a cargo de Bornito de Sousa. Luego pasó a ser miembro del Consejo Superior de la Judicatura del Ministerio Público.
Cardoso es miembro de la Asociación de Abogados Laborales de Angola y del Consejo Provincial del Colegio de Abogados de Angola. Es miembro del Buró Político del MPLA desde junio de 2019.
Cardoso se convirtió en Secretaria de Estado para la Administración del Territorio en 2020. Fue nombrada presidenta de la Corte Constitucional por el presidente João Lourenço en agosto de 2021, luego de la renuncia de Manuel Aragāo, quien había votado en contra de las enmiendas constitucionales propuestas que, según dijo, conducirían al "suicidio del estado democrático de derecho"  Renunció a su afiliación al partido político MPLA tras su nombramiento.
El nombramiento de Cardoso recibió críticas debido a sus vínculos anteriores con el partido político gobernante y por lo tanto "hábito de obediencia al Presidente", así como su participación en "esquemas comerciales irregulares". En 2018, estuvo involucrada en una estafa de 500 millones de dólares cuando se transfirieron grandes cantidades de dinero del Banco Espírito Santo Angola a cinco empresas ficticias. Después de su nombramiento en la Corte, surgieron informes de que la empresa constructora de su esposo, Anteros, se había beneficiado de contratos del Ministerio de Administración Territorial donde ella se desempeñaba como Secretaria de Estado.
Uno de los primeros fallos de Cardoso logró derrocar al líder del mayor partido de oposición, UNITA, Adalberto Costa Júnior, dictaminando que su elección era ilegal ya que tenía doble nacionalidad (portuguesa). En diciembre de 2021, rechazó una solicitud de medida cautelar del candidato a la dirección del MPLA, Antonio Venancio, quien apeló el fallo por su anterior vinculación al partido.

## Vida personal
Cardoso está casada con el empresario Pedro Monteiro Cardoso, nacido en Cabo Verde y con ciudadanía portuguesa. Cardoso tiene ciudadanía portuguesa a través de su esposo.